# My Little Pony: A Very Minty Christmas
My Little Pony: A Very Minty Christmas (bra: My Little Pony: Um Natal com Gosto de Menta) foi filme animado direto para DVD, produzido pela SD Entertainment e distribuído pela Paroumont Home Entertainment, lançado em 25 de outubro de 2005 nos Estados Unidos e Canadá. Este foi primeiro filme direto para DVD e pela série, e segundo filme da franquia de brinquedos do mesmo nome da Hasbro e reboot do filme de 1986. O DVD inclui um episódio bônus Dancing in the Clouds, que é lançado pela primeira vez em vídeo com Star Catcher de 2004.
A Very Minty Christmas foi disponibilizado no hubworld.com (um sucessor do site MonkeyBarTV da Hasbro), ao lado de My Little Pony: The Princess Promenade e My Little Pony Crystal Princess: The Runaway Rainbow, mas foram removidos pelo site.
A popularidade de A Amizade é Mágica  aumentou a demanda por reedições dos títulos originais de My Little Pony. Shout! Factory já começou a produzir reedições de DVD de alguns desses títulos, incluindo A Very Minty Christmas.
No Brasil, foi dublado pelo estúdio Álamo e lançado em dezembro de 2005 para DVD. Atualmente exibido na YouTube e outras plataformas digitais.

## Enredo
Minty acidentalmente quebra o "Aqui Vem Bengala de Natal", que aparentemente orienta o Papai Noel para Ponyville. Para tentar compensar isso, Minty dá a cada pônei uma de suas meias (ela as pendura as meias nas lareiras dos outros pôneis). Quando Pinkie Pie descobre o que Minty tem feito, Minty afirma que a doação de meias é uma má ideia, e então decide que ela deve ir para o próprio Pólo Norte para corrigir as coisas. Minty é terrível no voo de balão, então a perseguição de salvá-la no processo de salvar o Natal.

## Elenco e personagens

### Principais
- Minty (voz de Tabitha St. Germain) - é a protagonista do filme, uma pônei de manto verde hortelã, crina rosa, e possui uma cutie mark, com três mentas de hortelã. Ele ama todas as coisas verdes.

- Pinkie Pie (voz de Janyse Jaud) - é uma pônei de manto rosa, crina rosa pálido, e possui uma cutie mark, com três balões. Ela gosta de jogar.

- Rainbow Dash (voz de Venus Terzo) - uma pônei com manto azul, crina da cor do arco-íris, e possui uma cutie mark, com duas nuvens brancas juntas com um arco-íris.

- Star Catcher (voz de Lenore Zann) - é uma pégaso com manto branco, crina azul branca e rosa branca, e possui uma cutie mark, com um coração rosa. Ela pode falar com borboletas.

- Thistle Whistle (voz de Tabitha St. Germain) - é uma pégaso com manto azul, crina amarela e rosa, e possui uma cutie mark, com flores.

### Secundários
- Sweetberry (voz de Kathleen Barr)

- Cotton Candy (voz de Kelly Sheridan)

- Sparkleworks (voz de Venus Terzo)

- Sunny Daze (voz de Adrienne Carter)

- Skywishes (voz de Saffron Henderson)

## Recepção
O especial recebeu críticas positivas. Mike Long de DVDtalk afirmou que "estreia baseado nos briquedos para tela e vice-versa, parece ser a norma e o obrigação do especial de natal para um elemento básico desse fenômeno. My Little Pony: A Very Minty Christmas não se aproxima de combinar a magia dos clássicos especiais de natal, mas alguns jovens vão adorar as cores brilhantes e a gentil história de uma pônei que só quer dar a seus amigos um feliz natal".